# SWA Sharks FC
Der SWA Sharks FC ist ein Fußballverein von den Turks- und Caicosinseln. Der Club spielt in der höchsten nationalen Spielklasse, der Provo Premier League, die von der Turks and Caicos Islands Football Association (TCIFA) organisiert wird.

## Geschichte
Der SWA Sharks FC ist ein Fußballverein aus Providenciales, der bevölkerungsreichsten Insel der Turks- und Caicosinseln. Er gehört zu den erfolgreichsten Teams des Landes und konnte nur zwei Jahre nach Gründung seinen ersten Meistertitel in der höchsten Spielklasse der Turks- und Caicosinseln feiern.
Die Heimspiele trägt der Verein in der TCIFA National Academy aus, einem Stadion mit einer Kapazität von etwa 3.000 Zuschauern. Im April 2022 nahm der SWA Sharks FC erstmals am CONCACAF Caribbean Club Shield teil. Mit einem 3:1-Sieg gegen den SV Real Rincon aus Bonaire gelang dem Verein der erste Sieg außerhalb der eigenen Landesgrenzen in einem offiziellen Turnier der CONCACAF. Aufgrund zweier anschließender Niederlagen reichte das Ergebnis jedoch nicht für den Einzug in die K.-o.-Runde.
Im Jahr 2024 erreichte der Verein das Achtelfinale des CFU Club Shield, schied dort jedoch nach einer 2:0-Niederlage gegen den puerto-ricanischen Verein Metropolitan FA aus dem Turnier aus.
Der derzeit bekannteste aktive Spieler des Vereins ist Billy Forbes, der zugleich Kapitän der Nationalmannschaft der Turks- und Caicosinseln ist. In seiner bisherigen Karriere erreichte Forbes einen Marktwert von fast 300.000 Euro und stand unter anderem bei großen US-amerikanischen Vereinen wie Detroit City FC und Miami FC unter Vertrag.

## Erfolge
Provo Premier League (4)
- Meister 2001, 2020, 2022, 2023

CONCACAF Caribbean Club Shield
- Achtelfinale 2024

## Bekannte Spieler

### Historisch
- Dady Aristide

### Aktiv
- Billy Forbes